# Sonnenfinsternis vom 12. Oktober 1996
Die partielle Sonnenfinsternis vom 12. Oktober 1996 konnte vom deutschen Sprachraum beobachtet werden. Dort fand sie am späten Nachmittag statt, wo sie bei strahlend blauem Himmel von vielen Menschen beobachtet wurde. Von den Hobbyastronomen wurde diese Sonnenfinsternis als Generalprobe für die Sonnenfinsternis vom 11. August 1999 angesehen, war doch der Bedeckungsgrad in Deutschland der höchste seit der Sonnenfinsternis vom 15. Februar 1961. In Norddeutschland war dieser höher als in Süddeutschland; bis zu 60 Prozent der Sonnenscheibe wurden dort vom Mond bedeckt.